# Przestrzeń publiczna
Przestrzeń publiczna – wszelkie miejsca dostępne powszechnie, zazwyczaj nieodpłatnie, fizyczna lub niefizyczna przestrzeń, w której może znaleźć się każda jednostka społeczna.
Zgodnie z definicją zawartą w polskiej ustawie o planowaniu i zagospodarowaniu przestrzennym przestrzeń publiczna to obszar o szczególnym znaczeniu dla zaspokajania potrzeb mieszkańców, poprawy jakości ich życia i sprzyjający nawiązywaniu kontaktów społecznych ze względu na jego położenie oraz cechy funkcjonalno-przestrzenne.

## Formy przestrzeni publicznych
Przykładami przestrzeni publicznych są drogi i ulice, place miejskie czy różne stale dostępne budowle i budynki stanowiące własność publiczną. Przestrzeniami publicznymi są też zwykle różne formy krajobrazu przyrodniczego stanowiące własność państwową (np. park narodowy) lub prywatną (np. prywatne tereny w Tatrach).
Jednymi z form przestrzeni publicznych mogą być przestrzenie w całości sztucznie utworzone przez człowieka, takie jak: pomieszczenia otwarte bądź zamknięte (w sensie przestrzennym lub w sensie czasowej dostępności) budynków użyteczności społecznej, jak np. pasaże centrów handlowych, hole kinowe, dworcowe, hale targowe, muzealne lub inne miejsca udostępniane publicznie przez właściciela lub zarządcę w określonym czasie, np. prywatne parkingi czy ogrodzone parki lub ogrody. Ze względu na charakter, stopień dospołecznienia, dostępność, a przede wszystkim restrykcje i ograniczenia w korzystaniu przestrzeń taka z upływem czasu może przestać pełnić funkcji przestrzeni publicznych.
Forma własności (tzn. czy coś jest prywatne, czy państwowe) nie determinuje określenia danej przestrzeni jako publicznej lub nie. W pewnych wypadkach restrykcje właścicielskie ograniczają przestrzeń publiczną w mniejszym lub większym stopniu. Przestrzeń taka może być subiektywnie odbierana wrażeniowo przez jednostki społeczne pozytywnie lub negatywnie albo ambiwalentnie. Odczucia jednostek społecznych determinują stopień dospołecznienia przestrzeni publicznej.

## Przestrzeń publiczna w miastach
W miastach obserwuje się zawłaszczanie przestrzeni publicznej w sposób dosłowny, tj. wydzielanie (przez budowniczych lub właścicieli nieruchomości) z przestrzeni publicznych przestrzeni prywatnych, zwykle pod pretekstem zwiększenia bezpieczeństwa wydzielającego lub wydzielanych.
Często obserwuje się zawłaszczanie przestrzeni publicznej w formie symbolicznej, np. poprzez umieszczanie napisów bądź reklam na murach, muzeach, remontowanych budynkach publicznych itp. Innego typu zawłaszczanie przestrzeni publicznej może polegać na zajmowaniu go przez pewne grupy lub zbiorowości, np. tłum demonstrantów, czy spotkaniową grupę alkoholową (termin wprowadzony przez Rocha Sulimę) w obrębie sklepu monopolowego, spożywczego itp., uniemożliwiając innym osobom poruszanie się czy wchodzenie w obręb tej przestrzeni.

## Inne znaczenia pojęcia
Przestrzeń publiczna może też być rozumiana w sposób abstrakcyjny lub socjologiczny. Jurgen Habermas, niemiecki socjolog i jeden z najbardziej systematycznych badaczy przestrzeni publicznej twierdził, że pojęcie to umożliwia socjologii komunikacji wejście na kolejny etap rozwoju, ukazując, iż jednostki ludzkie działają w ograniczonych warunkach, a zmiana, pojawianie się „nowego”, ma wyzwalający charakter. Jednym z kluczowych pojęć, poprzez które Habermas widział przestrzeń publiczną, jest termin: „publiczna jawność”. Według Habermasa dzięki niej rozpowszechnione zostają różne punkty widzenia, a nie jedynie wąskie, uznaniowe (arbitralne) widzenie świata czy spraw społecznych. 
Habermas wyjaśnia, ze przestrzeń publiczna nie jest tożsama z komunikacją polityczną, z grą opina-media-politycy, poza którą daleko wykracza. Przestrzeń publiczna zawiera wszystkie tematyki oraz wszystkie opinie, które, choć wygłoszone w sferze prywatnej, mogą osiągnąć poziom publiczny. 
Przestrzenią publiczną są w takim przypadku internet (np. portale społecznościowe, gry wieloosobowe, komunikatory typu Skype, Gadu-Gadu, IRC itp.) lub inne środki masowego przekazu: gazety, radio i telewizja itp.
Przestrzenią publiczną (w połączeniu ze sferą prywatną) jest również religijność.
Organizacja przestrzeni publicznej wpływa na sposób kontaktowania się ludzi. Można wyróżnić przestrzeń dospołecznioną i przestrzeń odspołecznioną.

## Przestrzenie publiczne i ich aktorzy[2]
|                                                                                      | „Racja/Abstrakcja”                                                                                               | „Strategia/Narracja”                                                                              |
| ------------------------------------------------------------------------------------ | --- | ------------------------------------------------------------------------------------------------- |
| Oficjalna przestrzeń publiczna, czyli miejsca polityki, instytucje                   | Polityka jako racjonalny konsens aktorzy: politycy, urzędnicy                                                    | Polityka jako interesy aktorów aktorzy: politycy, urzędnicy, związki zawodowe, „opinia publiczna” |
| Nieoficjalna przestrzeń publiczna, czyli to co polityczne, tożsamość, relacje władzy | To co jest polityczne jako racjonalny konsens aktorzy: związki zawodowe, „opinia publiczna”, informacja medialna | Roszczenia i narracje tożsamościowe aktorzy: ruchy społeczne, media                               |